# Aello
Aello (altgriechisch Ἀελλώ Aellṓ, deutsch ‚Windsbraut‘) ist eine Harpyie der griechischen Mythologie.
Als Tochter des Thaumas und der Elektra war Aello eine der Harpyien, welche von den Göttern gesandt wurden, um – auch gewaltsam – Frieden zu stiften und Bestrafungen für Verbrechen zu vollstrecken. Sie wurden als geflügelte Schönheiten dargestellt, zu späteren Zeiten auch als hässliche alte Frauen mit scharfen Krallen, die Menschen in die Unterwelt entführten, um sie dort zu foltern.